# Rue de Clichy (Saint-Ouen-sur-Seine)
Pour la rue parisienne, voir Rue de Clichy.
La rue de Clichy est une voie publique de Saint-Ouen-sur-Seine, dans le département de la Seine-Saint-Denis.

## Situation et accès
Cette rue rencontre le boulevard Victor-Hugo, qui à cet endroit est un passage inférieur franchissant par en-dessous la ligne de La Plaine à Ermont - Eaubonne. Elle débouche sur le boulevard en face de la rue Arago qui présente la même configuration de terrain.

## Origine du nom
Le nom de cette rue fait référence à la ville de Clichy, limitrophe.

## Bâtiments remarquables et lieux de mémoire

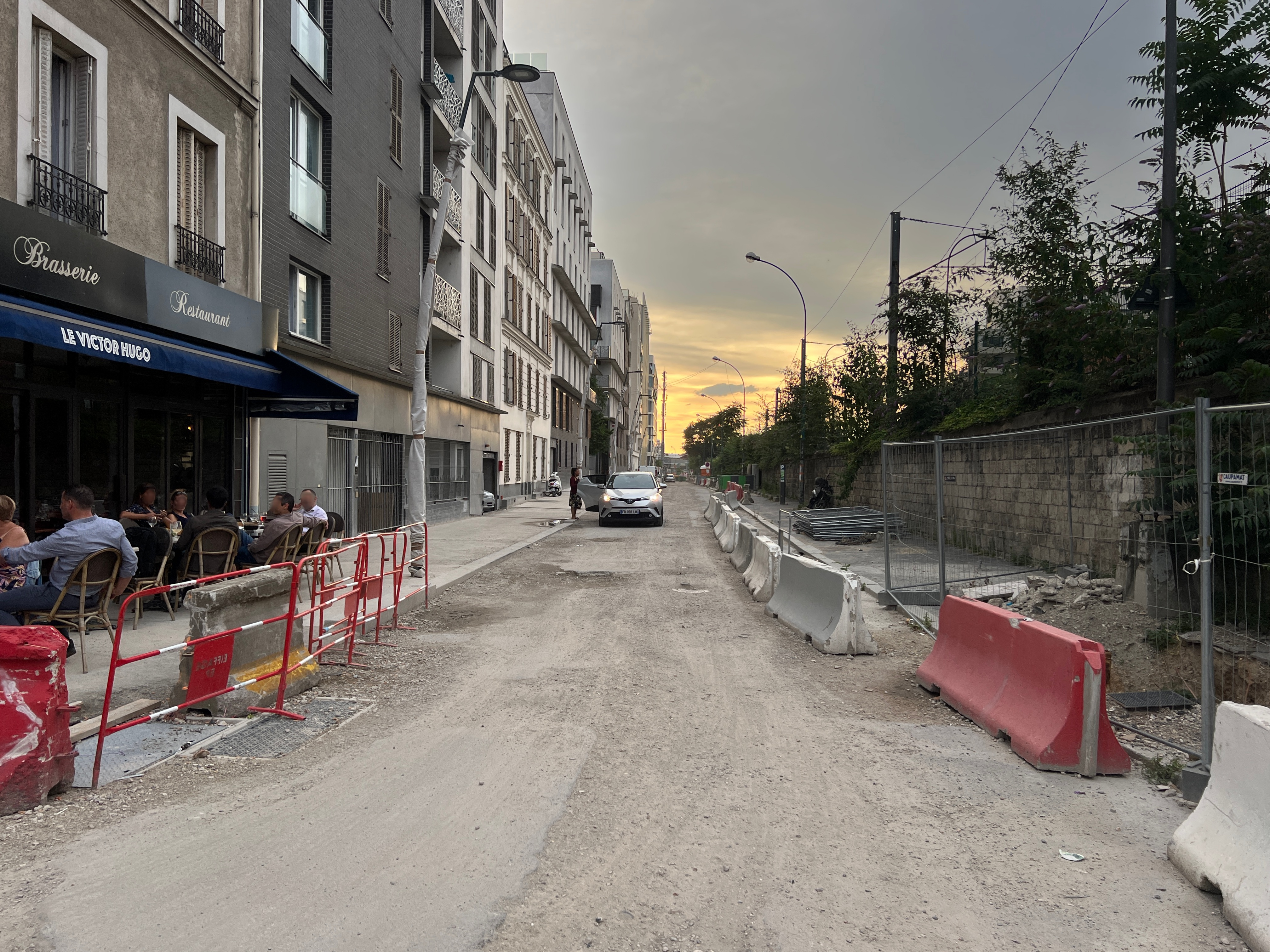
La rue en juin 2022.

- Site de maintenance et de remisage de la ligne 14 du métro de Paris.
- ZAC des Docks de Saint-Ouen[1].
- Ancienne usine Labinal[2].
- Ancienne gare du boulevard Victor-Hugo.